# Mam'zelle Bonaparte
Mam'zelle Bonaparte is een Franse dramafilm uit 1942 onder regie van Maurice Tourneur. Het scenario is gebaseerd op de gelijknamige roman uit 1941 van de Franse auteurs Gérard Bourgeois en Pierre Chanlain.

## Verhaal
Tijdens de periode van het Tweede Keizerrijk wordt een legitimist verliefd op een jonge vrouw zonder te weten dat ze de minnares is van Jérôme Bonaparte. Na zijn arrestatie wordt ze verscheurd tussen liefde en ideologie. Ze krijgt pas gratie, wanneer haar geliefde dodelijk gewond raakt bij een ontsnappingspoging.

## Rolverdeling
| Acteur            | Personage           |
| ----------------- | ------------------- |
| Edwige Feuillère  | Cora Pearl          |
| Monique Joyce     | Lucy de Kaula       |
| Raymond Rouleau   | Philippe de Vaudrey |
| Guillaume de Sax  | Jérôme Bonaparte    |
| Simone Renant     | Adèle Rémy          |
| Marguerite Pierry | La Blandin          |
| Nina Sinclair     | Augustine           |
| Aimé Clariond     | Hertog de Monry     |
| Roland Armontel   | Arsène              |
| Noël Roquevert    | Criscelli           |
| Jacques Maury     | Graaf de Brimont    |
| Camille Bert      | Gouverneur          |